# جوهری (فراشبند)
جوهری (فراشبند)، روستایی از توابع بخش دهرم شهرستان فراشبند در استان فارس ایران است.

## جمعیت
این روستا در دهستان دژگاه قرار دارد و براساس سرشماری مرکز آمار ایران در سال ۱۳۸۵، جمعیت آن ۳۱۶ نفر (۵۸خانوار) بوده‌است.